# استيبان بيريز
استيبان بيريز (بالإسبانية: Esteban Pérez) (26 مارس 1969 بروساريو في الأرجنتين - ) هو لاعب كرة سلة أرجنتيني في مركز هجوم صغير الجسم، شارك في الألعاب الأولمبية الصيفية 1996.

## وصلات خارجية
- استيبان بيريز على موقع الاتحاد الدولي لكرة السلة (الإنجليزية)
- استيبان بيريز على موقع الدوري الإسباني لكرة السلة (الإسبانية)
- استيبان بيريز على موقع كرة السلة الأوروبية.كوم (الإنجليزية)
- استيبان بيريز على موقع ريلجم (الإنجليزية)
- استيبان بيريز على موقع بروبوليرز (الإنجليزية)
- استيبان بيريز على موقع سبورتس رفرنس (الإنجليزية)
- استيبان بيريز على موقع اللجنة الأولمبية الدولية (الإنجليزية)
- استيبان بيريز على موقع أوليمبيديا (الإنجليزية)